# Unter-Hainbrunn
Unter-Hainbrunn ist ein Stadtteil von Hirschhorn (Neckar) im südhessischen Landkreis Bergstraße und ist mit 23 Einwohnern das kleinste Dorf Hessens.

## Geographische Lage
Unter-Hainbrunn liegt im Odenwald auf der linken östlichen Talseite des Finkenbachs, der nach Süden fließt und sich bei Hirschhorn mit dem Ulfenbach zum Laxbach vereint. Der Ort liegt ganz im Norden der Hirschhorner Gemarkung und grenzt unmittelbar an die Ortslage von Ober-Hainbrunn, das ein Teil der Stadt Oberzent im Odenwaldkreis ist. Der Ort besteht aus drei eng beieinander liegenden landwirtschaftlichen Gehöften und sechs anderen daran anschließenden bewohnten Grundstücken. 
Die nächstgelegenen Ortschaften sind im Norden Ober-Hainbrunn, im Nordosten Rothenberg, im Osten Kortelshütte, im Süden die etwa 4 Kilometer entfernte Kernstadt Hirschhorn, im Westen das baden-württembergische Brombach.

## Geschichte
Der früheste erhalten gebliebene urkundliche Nachweis belegt das Bestehen des Ortes Himbrunne seit dem Jahr 1390. Die Namensform Undernheimbronn ist seit 1560 nachgewiesen. Die Siedlung wurde auch mit Haimbronner-Höfe bezeichnet und gehörte zum Amt Hirschhorn das 1803 infolge des Reichsdeputationshauptschlusses von Kurmainz zu Hessen kam. In der Statistik des Grossherzogthums Hessen wird der Ort 1863 als Höfe von Hirschhorn mit 8 Häusern und 53 Einwohnern geführt. Bereits im Landratsbezirk Hirschhorn, in dem das Amt Hirschhorn 1821 aufgibt, wurde Unter-Hainbrunn durch Hirschhorn verwaltet. Beim Zensus 2011 wurden in Unter-Hainbrunn 27 Einwohner gezählt.
Für Unter-Hainbrunn wird die Postleitzahl 64757 genutzt, die bis zum 31. Dezember 2017 für die gesamte ehemalige Gemeinde Rothenberg galt. Durch die Vergabe der Postleitzahl 64760 an die neu zusammengeschlossene Stadt Oberzent verblieb alleine der kleine Ort als Nutzer dieser Postleitzahl.

## Verkehr
Durch Unter-Hainbrunn führt die Landesstraße L 3119, die im Finkenbachtal Beerfelden mit Hirschhorn verbindet. 